# No (Dania)
No – miasto w Danii, w regionie Jutlandia Środkowa, w gminie Ringkøbing-Skjern.